# Sainte-Marie-de-Chignac
Sainte-Marie-de-Chignac is een plaats en voormalige gemeente in het Franse departement Dordogne in de regio Nouvelle-Aquitaine en telt 605 inwoners (2019). De plaats maakt deel uit van het arrondissement Périgueux.

## Geschiedenis
De gemeente is op 1 januari 2017 opgegaan in de commune nouvelle Boulazac Isle Manoire, die een jaar eerder gevormd was door de fusie van de toenmalige gemeenten Atur, Boulazac en Saint-Laurent-sur-Manoire.

## Geografie
De oppervlakte van Sainte-Marie-de-Chignac bedraagt 11,8 km², de bevolkingsdichtheid is 51 inwoners per km².
De onderstaande kaart toont de ligging van Sainte-Marie-de-Chignac met de belangrijkste infrastructuur en aangrenzende gemeenten.

## Demografie
Onderstaande figuur toont het verloop van het inwonertal.
Atur · Boulazac · Saint-Laurent-sur-Manoire · Sainte-Marie-de-Chignac